# Lorenzo Andrenacci
Lorenzo Andrenacci (Fermo, 2 gennaio 1995) è un calciatore italiano, portiere del Mantova.

## Carriera
Cresciuto nel settore giovanile del Milan, nel 2014 si trasferisce al Brescia. Esordisce con la prima squadra delle Rondinelle il 3 marzo 2015, nella partita di Serie B persa per 0-1 contro il Modena, subentrando all’espulso Arcari. Il 31 agosto 2015 viene ceduto in prestito al Como, con cui non colleziona presenze; nella stagione successiva si trasferisce, sempre a titolo temporaneo, al Fano. Rientrato al Brescia, dopo aver conquistato la promozione nella massima serie, riesce a debuttare in Serie A il 16 febbraio 2020, nella sconfitta per 2-0 contro la Juventus, sostituendo l'infortunato Alfonso.
Il 12 luglio 2021 si trasferisce a titolo definitivo al Genoa, il quale lo cede in prestito nuovamente al Brescia a gennaio 2022.
Il 18 giugno 2022 viene riscattato dal Brescia e lascia a titolo definitivo il Genoa. Il 12 novembre, in Ternana-Brescia (0-0), torna a scendere in giocare una partita ufficiale dopo quasi due anni con un clean sheet. Nel girone di ritorno trova la titolarità tanto che, a partire da Brescia-Frosinone (1-3) del 22 gennaio 2023, scende sempre in campo fino a fine stagione.
Il 29 luglio 2025, dopo essersi svincolato a causa del fallimento del Brescia, viene ingaggiato dal Mantova.

## Statistiche

### Presenze e reti nei club
Statistiche aggiornate al 13 maggio 2025.
| Stagione        | Squadra         | Campionato      | Campionato | Campionato | Coppe nazionali | Coppe nazionali | Coppe nazionali | Coppe continentali | Coppe continentali | Coppe continentali | Altre coppe | Altre coppe | Altre coppe | Totale | Totale |
| Stagione        | Squadra         | Comp            | Pres       | Reti       | Comp            | Pres            | Reti            | Comp               | Pres               | Reti               | Comp        | Pres        | Reti        | Pres   | Reti   |
| --------------- | --------------- | --------------- | ---------- | ---------- | --------------- | --------------- | --------------- | ------------------ | ------------------ | ------------------ | ----------- | ----------- | ----------- | ------ | ------ |
| 2014-2015       | Brescia         | B               | 3          | -2         | CI              | 0               | 0               | -                  | -                  | -                  | -           | -           | -           | 3      | -2     |
| 2015-2016       | Como            | B               | 0          | 0          | CI              | 0               | 0               | -                  | -                  | -                  | -           | -           | -           | 0      | 0      |
| 2016-2017       | Fano            | LP              | 13         | -17        | CI-LP           | 2               | -2              | -                  | -                  | -                  | -           | -           | -           | 15     | -19    |
| 2017-2018       | Brescia         | B               | 0          | 0          | CI              | 0               | 0               | -                  | -                  | -                  | -           | -           | -           | 0      | 0      |
| 2018-2019       | Brescia         | B               | 7          | -9         | CI              | 0               | 0               | -                  | -                  | -                  | -           | -           | -           | 7      | -9     |
| 2019-2020       | Brescia         | A               | 6          | -16        | CI              | 0               | 0               | -                  | -                  | -                  | -           | -           | -           | 6      | -16    |
| 2020-2021       | Brescia         | B               | 1          | -1         | CI              | 0               | 0               | -                  | -                  | -                  | -           | -           | -           | 1      | -1     |
| 2021-gen. 2022  | Genoa           | A               | 0          | 0          | CI              | 0               | 0               | -                  | -                  | -                  | -           | -           | -           | 0      | 0      |
| gen.-giu. 2022  | Brescia         | B               | 0          | 0          | CI              | -               | -               | -                  | -                  | -                  | -           | -           | -           | 0      | 0      |
| 2022-2023       | Brescia         | B               | 22+2       | -33 + -2   | CI              | 2               | -4              | -                  | -                  | -                  | -           | -           | -           | 26     | -39    |
| 2023-2024       | Brescia         | B               | 9          | -9         | CI              | -               | -               | -                  | -                  | -                  | -           | -           | -           | 9      | -9     |
| 2024-2025       | Brescia         | B               | 1          | 0          | CI              | 1               | -3              | -                  | -                  | -                  | -           | -           | -           | 2      | -3     |
| Totale Brescia  | Totale Brescia  | Totale Brescia  | 49+2       | -70 + -2   |                 | 3               | -7              |                    | -                  | -                  |             | -           | -           | 54     | -79    |
| 2025-2026       | Mantova         | B               | 0          | 0          | CI              | -               | -               |                    | -                  | -                  |             | -           | -           | 0      | 0      |
| Totale carriera | Totale carriera | Totale carriera | 62+2       | -85+4      |                 | 5               | -9              |                    | -                  | -                  |             | -           | -           | 69     | -98    |

## Palmarès

### Club

#### Competizioni nazionali
- Campionato italiano di Serie B: 1

Brescia: 2018-2019

#### Competizioni giovanili
- Torneo di Viareggio: 1

Milan: 2014